# حمام قره چیق
حمام قره چیق مربوط به اواخر دوره قاجار است و در شهرستان بناب، بخش مرکزی، دهستان بنا جوی غربی، روستای قره چیق، خیابان شرکت تعاونی، خیابان حمام واقع شده و این اثر در تاریخ ۲ مرداد ۱۳۸۷ با شمارهٔ ثبت ۲۳۰۴۴ به‌عنوان یکی از آثار ملی ایران به ثبت رسیده است.